# David Grondin
David Grondin (Juvisy-sur-Orge, 8 maggio 1980) è un ex calciatore francese, di ruolo centrocampista.

## Palmarès

### Club

#### Competizioni nazionali
- Community Shield: 1

Arsenal: 1998